# Living Wigan
Living Wigan er en britisk stumfilm fra 1902.